# Hahnia vangoethemi
Hahnia vangoethemi là một loài nhện trong họ Hahniidae.
Loài này thuộc chi Hahnia. Hahnia vangoethemi được Pierre L. G. Benoit miêu tả năm 1978.